# Église Saint-Paul d'Orléans
Pour les articles homonymes, voir Église Saint-Paul.
L’église Saint-Paul-Notre-Dame-des-Miracles est une église catholique française située à Orléans dans le département du Loiret en région Centre-Val de Loire.
L'édifice dépend du diocèse d'Orléans et de la zone pastorale d'Orléans.

## Géographie
L'église est située rue des Cloches-Saint-Paul, à proximité de la place de Gaulle, dans le centre-ville d'Orléans, à proximité de la rive droite de la Loire.

## Histoire
L'architecte Benoît Lebrun acquiert l'église au cours de la Révolution française en 1796.
Au cours de la Seconde Guerre mondiale, l'édifice est détruit en grande partie à la suite d'un incendie qui survient en 1940, à la suite du bombardement d'une partie de la ville par les troupes nazies.
Les dernières ruines issues de l'incendie sont détruites en 1958.
Le clocher, peint par Jean-Baptiste Camille Corot, et la chapelle Notre-Dame des Miracles sont préservés.
L'église est classée au titre des monuments historiques depuis 1908 et 1960.
Elle a vu sa nef reconstruite en style moderne et dotée de vitraux (1960 ?).